# لپرکان (فیلم)
لپرکان (انگلیسی: Leprechaun) فیلمی در ژانر فانتزی و کمدی ترسناک به کارگردانی مارک جونز است که در سال ۱۹۹۳ منتشر شد. از بازیگران آن می‌توان به جنیفر آنیستون، وارویک دیویس، و مارک هولتون اشاره کرد.

## داستان
طرح
در سال ۱۹۸۳، دن اوگریدی، پس از سفر به زادگاهش ایرلند، به خانه خود در داکوتای شمالی باز می‌گردد، او پس از بازجویی از یک لپرکان، ظرف طلای او را می دزدد. پس از دفن طلا، اوگریدی متوجه می شود که لپرکان شرور او را تا خانه تعقیب کرده و همسرش را به قتل رسانده است. اوگریدی از یک شبدر چهار برگ برای سرکوب قدرت لپرکان استفاده کرده و او را در داخل یک جعبه به دام می اندازد. قبل از اینکه بتواند او را بسوزاند، دچار سکته می شود.
ده سال بعد، جی.دی. ردینگ و دختر نوجوانش توری، خانه مزرعه اوگریدی را برای تابستان اجاره کردند. کارگران قراردادی ناتان مورفی، برادر ۱۰ ساله‌اش الکس و دوست کم‌هوششان اوزی جونز به رنگ آمیزی مجدد خانه مزرعه کمک می‌کنند. اوزی در حالی که به اطراف زیرزمین نگاه می کند، فریاد کمک لپرکان را می شنود و آن را با یک بچه کوچک اشتباه می گیرد. او شبدر چهار برگی قدیمی را از جعبه جدا و لپرکان را آزاد می کند. لپرکان به اوزی می گوید که در ایرلند به عنوان کفاش کار می کند، اما به دنبال طلای خود به آمریکا آمده است. بعد از اینکه اوزی نتوانست دیگران را متقاعد کند که با یک لپرکان ملاقات کرده است، یک رنگین کمان را می بیند و آن را تعقیب می کند و معتقد است که در پایان یک گلدان طلا پیدا خواهد کرد. الکس از ترس اینکه اوزی به خودش صدمه بزند، او را همراهی می کند. کیسه ای از صد سکه طلا به شکلی جادویی جلوی اوزی ظاهر می شود. اوزی طلا را آزمایش کرد و تصادفاً یک سکه را قورت داد. سپس آنها، ظرف طلا را در یک چاه قدیمی پنهان می کنند و نقشه می کشند تا آن را برای خود نگه دارند، به این امید که مغز اوزی را درست کنند.
در مزرعه، لپرکان، جی.دی. را به تقلید از گربه، و با گاز گرفتن و زخمی کردن دستش، به دام می اندازد. توری و بقیه سریعاً او را به بیمارستان می‌رسانند و لپرکان با یک سه چرخه به دنبالشان می‌رود. الکس و اوزی از یک مغازه گروفروشی دیدن می‌کنند تا ببینند طلاها خالص هستند یا نه. لپرکان، جو صاحب مغازه را به خاطر سرقت طلاهایش می‌کشد و کفش‌های صاحب مغازه مرده را قبل از رفتن تمیز می کند. لپرکان یک کارتن کوچک برای خود درست می کند و به خانه مزرعه برمی گردد و در راه بازگشت توسط یک افسر پلیس به دلیل سرعت غیرمجاز زیر گرفته می شود. افسر پلیس توسط لپرکان به داخل جنگل کشانده و در نهایت توسط لپرکان کشته می شود. لپرکان به خانه مزرعه باز می گردد تا به دنبال طلای خود بگردد. او در آنجا هر کفشی را که پیدا می کند تمیز می کند. پس از ترک بیمارستان، جی. دی. و گروه به خانه مزرعه برمی گردند. ناتان که خانه غارت شده را می‌بیند، بیرون را چک می‌کند، اما توسط تله خرس که توسط لپرکان گذاشته شده مجروح می‌شود. این گروه با لپرکان در بیرون مبارزه می کنند و او را با چوب و سنگ می زنند.
پس از یافتن یک تفنگ ساچمه ای در خانه مزرعه، آنها چندین بار به لپرکان شلیک می کنند. وقتی این کار هیچ تاثیری ندارد، آنها سعی می کنند از مزرعه فرار کنند، اما متوجه می شوند، موتور کامیون آنها توسط لپرکان خراب شده است. پس از برخورد کامیون با کارتن، لپرکان گروه را به وحشت می اندازد تا اینکه اوزی فاش می کند که او و الکس ظرف طلا را پیدا کرده اند. توری کیسه را از چاه بیرون می آورد و به لپرکان می دهد. آنها با اعتقاد به پایان بدترین حالت، راهی بیمارستان می شوند. لپرکان در حین شمردن طلاهای خود متوجه می شود که آخرین سکه ای را که اوزی بلعیده، از دست داده است. او که فکر می‌کند فریبش داده‌اند، آنها را تهدید می‌کند تا اینکه اوزی درباره اوگریدی که پس از سکته مغزی به خانه سالمندان منتقل شده است، به آنها می‌گوید. این گروه با پرتاب کفش‌های کثیف به اطراف، حواس لپرکان را پرت می‌کنند، چرا که لپرکان نمی‌تواند در مقابل آن مقاومت کند، جز اینکه برود و آنها را تمیز کند، در حالی که توری سوار جیپ خود می‌شود و می‌راند. توری از خانه بازدید می کند تا یاد بگیرد چگونه لپرکان را بکشد.
در خانه سالمندان، لپرکان وانمود می کند که اوگریدی است. پس از تعقیب توری تا آسانسور، لپرکان، جسد خون آلود اوگریدی را به پایین می‌اندازد و توری فرار می‌کند. قبل از مرگ، اوگریدی به او می گوید که تنها راه برای کشتن لپرکان، استفاده از یک شبدر چهار برگ است که اتفاقاً در یک دسته بزرگ در خارج از مزرعه رشد می کند. توری به خانه مزرعه باز می گردد، و به دنبال شبدر می گردد تا اینکه مورد حمله لپرکان قرار می گیرد. ناتان و اوزی او را نجات می دهند. اوزی فاش می کند که آخرین سکه طلا را بلعیده است و لپرکان در تلاش برای بدست آوردن آن به شدت او را زخمی می کند. قبل از اینکه لپرکان بتواند اوزی را بکشد، الکس یک شبدر چهار برگی را که توری پیدا کرده است می گیرد، آن را به آدامس می چسباند و به دهان لپرکان شلیک می کند و باعث آب شدن آن می شود. لپرکان به داخل چاه می افتد، اما اسکلت او برای ادامه تهدید گروه از چاه بیرون می آید. ناتان، لپرکان را به داخل چاه برمی گرداند و هم چاه و هم لپرکان را با بنزین منفجر می کند. هنگامی که پلیس ها صبح می رسند و بقایای چاه را بررسی می کنند، لپرکان عهد می بندد که تا آخرین تکه طلای خود را پیدا نکند آرام نخواهد گرفت.